# نرایر گریگوریان (مهندس)
نُرایر گریگوری گریگوریان (ارمنی: Նորայր Գրիգորի Գրիգորյան؛  زاده ۸ ژانویهٔ ۱۹۱۱ - درگذشته ۲۵ ژانویهٔ ۱۹۹۴ مهندس و فیزیکدان استاد اهل ارمنستان بود.

## زندگی‌نامه
وی در ۲۱ ژانویه [سبک قدیمی: ۸ ژانویه] ۱۹۱۱ در باکو به دنیا آمد و از دانشگاه اقتصاد پلخانف روسیه و انستیتو مهندسی برق مسکو فارغ‌التحصیل گشت. وی همچنین برنده جوایزی همچون مدال کار شجاعانه در جنگ بزرگ میهنی (۱۹۴۵–۱۹۴۱), نشان جنگ میهنی (درجه یک), نشان برجسته افتخار، جایزه دولتی اتحاد شوروی و جایزه استالین شد. وی در ۲۵ ژانویهٔ ۱۹۹۴ در سن ۸۳ سالگی در مسکو درگذشت.

## نگارخانه
۸ اکتبر [سبک قدیمی: ۲۶ سپتامبر] ۱۸۶۹

## یادداشت
1. ↑  տեխնիկական գիտությունների դոկտոր